# Menkent
Menkent (Theta Centauri, θ Cen) – gwiazda w gwiazdozbiorze Centaura, odległa od Słońca o około 59 lat świetlnych.

## Nazwa
Gwiazda ta ma nazwę własną Menkent, która jest skróconą i  zlatynizowaną formą arabskiego wyrażenia ‏ألمنكب ألقنتوس‎ al mankib al qanturis, „ramię Centaura”. Międzynarodowa Unia Astronomiczna zatwierdziła użycie tej nazwy.

## Charakterystyka obserwacyjna
Jest to trzecia co do jasności gwiazda w konstelacji i najjaśniejsza widoczna ze średnich szerokości geograficznych półkuli północnej (Alfa i Beta Centauri leżą dalej na niebie południowym). Jej obserwowana wielkość gwiazdowa to 2,06m, a wielkość absolutna jest równa 0,78m.

## Charakterystyka fizyczna
Jest to olbrzym należący do typu widmowego K0. Temperatura tej gwiazdy to około 4780 K, jej jasność jest 60 razy większa niż jasność Słońca. Jest zaawansowana ewolucyjnie, w jej jądrze zachodzą obecnie reakcje syntezy helu w węgiel i tlen. Duży ruch własny gwiazdy sugeruje, że jest ona obecnie tylko gościem w otoczeniu Słońca i wywodzi się z zewnętrznej części dysku Galaktyki. Menkent nie ma towarzyszy.
Gwiazda ta jest bardzo podobna do Polluksa, ale z racji większej odległości świeci słabiej na ziemskim niebie.